# Evangelische Kirche von Kamerun

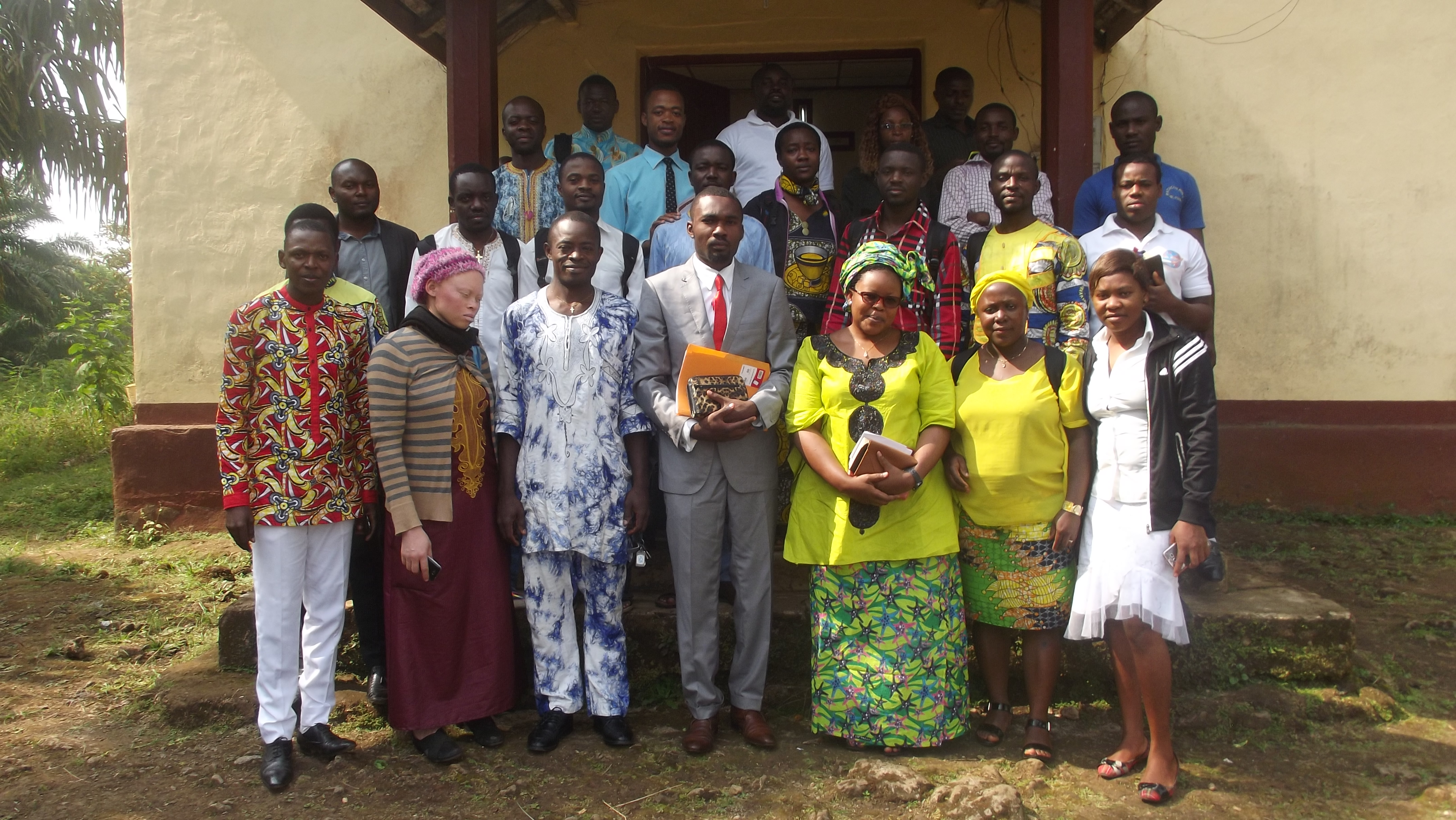
Absolventen des Seminars in Ndoungue (2018)

Die Evangelische Kirche von Kamerun (Eglise évangélique du Cameroun, Abkürzung: EEC) ist eine der großen protestantischen Kirchen in Kamerun. Die Mitgliederzahl wird vom ÖRK mit 2 Millionen angegeben, die Zahl der Gemeinden mit 700. Dagegen gibt die Adressdatenbank des Reformierten Bundes eine wesentlich niedrigere Zahl von Mitgliedern (1175000) bei gleicher Gemeindezahl an.

## Geschichte und Struktur
Die Anfänge der Kirche gehen auf das Jahr 1845 zurück, als Missionare der Baptist Missionary Society (London) in der Region eintrafen. Als Kamerun deutsche Kolonie wurde, führte die Basler Mission diese Arbeit weiter. Nach dem Ersten Weltkrieg wurde Kamerun geteilt, und in der nunmehr französischen Kolonie Kamerun übernahm die Pariser Missionsgesellschaft 15 von 17 Missionsstationen der Basler Mission. Da diese Missionsgesellschaft wenig finanzielle Mittel und Personal hatte, waren die Afrikaner vergleichsweise eigenständig und begannen 1947 mit der Vorbereitung einer eigenen Kirchenstruktur. Die 1951 gegründete Evangelische Kirche von Kamerun wurde 1957 selbständig. Das höchste Gremium dieser Kirche ist die Generalsynode. Es gibt 13 Regionalsynoden, die ebenso wie die Generalsynode jährlich einmal tagen. Die Kirche praktiziert sowohl Kinder- als auch Gläubigentaufe; einmal im Monat wird das Abendmahl gefeiert.

## Einrichtungen
Die EEC hat ein eigenes theologisches Seminar in Ndoungue; angehende Geistliche werden außerdem an der Fakultät für protestantische Theologie der Universität Yaoundé ausgebildet. Frauen und Männer werden zum Pfarramt ordiniert. Die EEC betreibt 53 Kindergärten und 140 Grundschulen sowie 13 weiterführende Schulen. Neben vier kirchlichen Krankenhäusern gibt es 39 Außenstellen und Gesundheitszentren.

## Ökumenische Kontakte
Die EEC ist seit 1958 Mitglied des Ökumenischen Rats der Kirchen und gehört dort zur reformierten Kirchenfamilie. Sie ist Mitglied der Weltgemeinschaft Reformierter Kirchen. Auf nationaler Ebene ist die Zusammenarbeit mit der Baptistenunion Kameruns (Union des Eglises Baptistes du Cameroun, UEBC) besonders intensiv. Die EEC ist Partnerkirche der Vereinten Evangelischen Mission.